# 棕榈唐纳雀属
棕榈唐纳雀属（学名：Phaenicophilus）是唐纳雀科下的一个属。

## 下属物种
本属包括以下物种：
- Phaenicophilus palmarum (Linnaeus, 1766)
- 灰顶棕榈唐纳雀 Phaenicophilus poliocephalus (Bonaparte, 1851)